# Loft jazz
Le loft jazz (loft scene ou loft era) est un phénomène culturel ayant émergé au milieu des années 1970 dans la ville de New York, aux États-Unis. 

## Histoire et définition
Gary Giddins décrit ce phénomène comme suit : « une nouvelle coterie de musiciens d'avant-garde a pris une grande partie du monde du jazz par surprise... Ils ont interprété l'idée de liberté comme la capacité de choisir entre tous les domaines du jazz, en les mélangeant et en les associant non seulement les uns aux autres, mais aussi à l'ancienne et à la nouvelle pop, au RnB et au rock, à la musique classique et à la musique du monde... Du jour au lendemain, de nouveaux lieux - souvent des appartements ou des lofts (d'où l'expression « loft jazz ») - ont ouvert leurs portes pour présenter leurs produits » Selon Michael Heller, « les lofts n'étaient pas une organisation, ni un mouvement, ni une idéologie, ni un genre, ni un quartier, ni une lignée d'individus. Ils étaient plutôt un point de rencontre, un lieu d'interaction » Heller déclare que « les pratiques des lofts se définissaient par un certain nombre de caractéristiques clés, notamment (1) des prix d'entrée peu élevés ou des dons suggérés, (2) des atmosphères décontractées qui brouillaient la distinction entre l'interprète et le public, (3) la propriété/administration par les musiciens, et (4) des espaces à usage mixte qui combinaient à la fois des espaces de vie privés et des espaces de présentation publics. »
En ce qui concerne la musique jouée dans ces lieux, Michael J. Agovino a écrit : « Il s'agissait d'une musique communautaire. » David Such déclare que « les concours de découpage, les cultes de la personnalité et les vices qui caractérisaient la scène du jazz des années 1940 et 1950 étaient pour la plupart absents. » La scène est analysée et documentée par Giddins, Peter Occhiogrosso du SoHo Weekly News, Leroi Jones, Robert Palmer et Stanley Crouch.
Cette activité s'accompagne d'un afflux de musiciens extérieurs à New York. Parmi les nouveaux venus de Chicago figure un groupe associé à l'AACM, dont Muhal Richard Abrams, Anthony Braxton, Kalaparusha Maurice McIntyre, Lester Bowie, Amina Claudine Myers, Henry Threadgill, Steve McCall, Fred Hopkins, Chico Freeman, Malachi Thompson, et George E. Lewis. Plusieurs membres du Black Artists Group sont originaires de Saint-Louis, notamment Charles « Bobo » Shaw, Baikida Carroll, Oliver Lake, Julius Hemphill, Hamiet Bluiett, J. D. Parran, et Joseph Bowie. Des membres de l'UGMAA d'Horace Tapscott, comme Arthur Blythe, David Murray et Butch Morris, arrivent de Californie. Tous ces musiciens, ainsi que de nombreux musiciens locaux, participent dans une certaine mesure à la scène du loft.

## Caractéristiques musicales
Sur le plan musical, le loft jazz s'inscrit à bien des égards dans la continuité des traditions du free jazz et du jazz d'avant-garde inaugurées par John Coltrane, Ornette Coleman, Albert Ayler, Pharoah Sanders, Archie Shepp, et Sun Ra. Cependant, il ne suivait aucun style ou idiome particulier. Selon Scott Deveaux et Gary Giddins, « un mot critique de la loft era était l'« éclectisme », utilisé pour signaler une approche éclairée de tous les styles de musique. » Peu de musiciens de jazz du loft jouaient continuellement de la musique atonale ou arythmique dans le style des albums légendaires de Coltrane, Ascension et Om. Ils combinent souvent des éléments mélodiques conventionnels avec du free jazz, utilisent des instruments moins familiers au jazz, tels que le saxophone basse, le hautbois et le violoncelle, et combinent des instruments dans des formats non traditionnels, comme le World Saxophone Quartet, dont les membres changeants utilisent une variété de saxophones et de flûtes, généralement sans section rythmique,. Il n'est pas surprenant que la plupart des musiciens rejettent le terme « loft jazz » comme étant trop restrictif et non représentatif de leur diversité.